# De Diepte

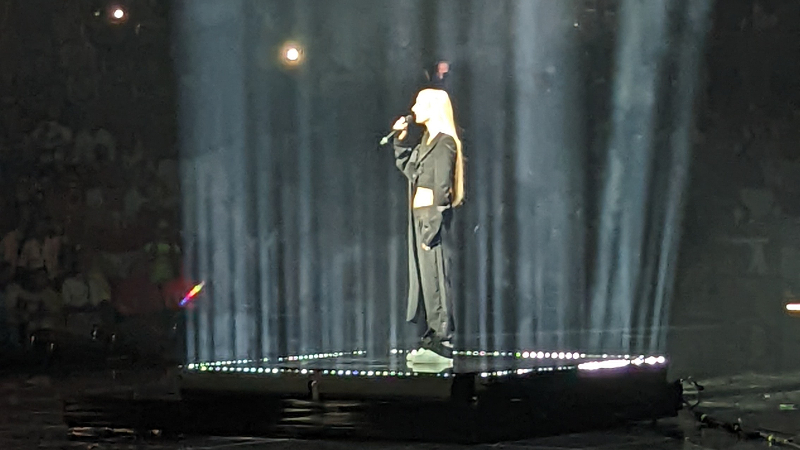
S10 cantando "De diepte" ao vivo na primeira semifinal do Festival Eurovisão da Canção 2022.

"De Diepte" (em português: A profundeza) é a canção que representou os Países Baixos no Festival Eurovisão da Canção 2022 que teve lugar em Turim. A canção foi selecionada através de uma seleção interna. Na semifinal do dia 10 de maio, a canção qualificou-se para a final, terminando a competição em 11º lugar com 171 pontos.